# US Ivry Handball
US Ivry Handball (pełna nazwa: Union sportive d'Ivry handball) – francuski klub piłki ręcznej, założony w 1947 roku, z siedzibą w mieście Ivry-sur-Seine. Klub dzieli się na sekcje: kobiet i mężczyzn.

## Sukcesy
Mistrzostwa Francji
- (8 razy: 1963, 1964, 1970, 1971, 1983, 1997, 2007)
- (2 razy: 1982, 1993)
- (9 razy: 1958, 1965, 1967, 1969, 1995, 2000, 2004, 2005, 2008)

Puchar Francji
- (1 raz: 1996)